# Günter Pusch
Günter Pusch (* 1941 in Leoben) ist ein österreichischer Lagerstättenkundler und Hochschullehrer.

## Leben und Wirken

### Schule und Studium
Günter Pusch wurde im Jahre 1941 in Leoben geboren, wuchs im Stadtteil Leitendorf auf und besuchte nach der allgemeinen Schulausbildung ab 1952 das Realgymnasium in Leoben, an dem er 1960 mit Auszeichnung maturierte. Danach studierte er von 1960 bis 1965 an der Montanuniversität Leoben das Fach Erdölwesen (heute Petroleum Engineering). Bis 1970 war er weiterhin für die Montanuniversität tätig und promovierte im Jahre 1970 bei den Professoren Manfred Lorbach und Erich Schwarz-Bergkampf mit der Dissertation Methoden zum Studium der Grenzflächenleitfähigkeitserscheinung an niedrig konzentrierten Solen, einer experimentellen Arbeit zur Struktur von Tonsuspensionen mittels Oberflächenleitfähigkeitsmessungen, ebenfalls mit Auszeichnung, zum Dr. mont.

### Forschungstätigkeiten und Hochschulprofessur in Clausthal
Seine Forschungstätigkeit setzte er daraufhin am Laboratorium für Erdölgewinnung der Deutschen Texaco AG (siehe auch Texaco) in Wietze auf dem Gebiet der Wärmeanwendung in Lagerstätten durch Untertageverbrennung (In-situ Combustion) fort. 1976 stieg er zum Leiter der Lagerstättenabteilung der Deutschen Texaco AG in Hohne auf und war hier an den Feldversuchen zur Enhanced Oil Recovery (EOR) beteiligt. Im Jahr 1979 wurde Pusch zum Universitätsprofessor für die neu geschaffene Abteilung für Lagerstättentechnik am Institut für Tiefbohrtechnik und Erdölgewinnung der Technische Universität Clausthal berufen. In dieser Funktion war er bis zum Renteneintritt im Dezember 2007 tätig und bekleidete dabei nicht nur die Funktion des Abteilungsleiters, sondern war im bilateralen Wechsel auch als Institutsdirektor tätig (zuletzt durchgehend von 1999 bis 2007). Darüber hinaus war er von 1991 bis 1993 Dekan des Fachbereichs Bergbau und Rohstoffe und begann als solcher mit der Umgestaltung der traditionellen Bergbaustudiengänge in moderne, breiter angelegte Geotechnikstudiengänge, die teilweise bis heute (Stand: 2024) Bestand haben. Außerdem war der gebürtige Steirer lange Zeit Vorsitzender der Baukommission des Senats und Senatsbeauftragter für die Zusammenarbeit mit seiner Alma Mater, der Montanuniversität Leoben. Im Januar 2009 trat der gebürtige Klagenfurter Leonhard Ganzer, der ebenfalls die Montanuniversität Leoben absolviert hatte, am Institut für Erdöl- und Erdgastechnik der TU Clausthal die Nachfolge von Pusch an.

### Beratende Tätigkeit nach der Emeritierung
Nach seiner Emeritierung war er noch bis Februar 2023 für die Nordic Oil USA LLP mit den Standorten in Las Vegas und Houston beratend tätig. Dazu zählte beispielsweise die Prüfung von Wiedereintrittsprojekten, wobei Pusch Projekte analysierte, bei denen ältere Öl- oder Gasbohrungen wieder aktiviert wurden, um zusätzliche Ressourcen zu fördern. Das Ziel seiner Arbeit war es, diese Wiedereintrittsbohrungen technisch und wirtschaftlich zu bewerten. Des Weiteren arbeitete er an Projekten im sogenannten Eagle Ford Shale, einer bedeutenden Schieferformation in den USA, die reich an Öl und Gas ist, mit und überprüfte Projekte, um die Effizienz und den Erfolg der Fördermethoden sicherzustellen. Bei sogenannten high water cut oil reservoirs, also Ölfeldern mit hohem Wasseranteil, war Pusch an der Entwicklung von Methoden beteiligt, die unerwünschten Wassereintritt in die Bohrlöcher minimieren sollten. Dieser Entwicklung von Technologien zur Wasserabsperrung diente zur Erhöhung der Effizienz der Ölproduktion. Basierend auf seinem Forschungsschwerpunkt wirkte er auch an weiteren Entwicklungen im Bereich Polymerflutverfahren mit.

### Lehre und Forschung
An der TU lehrte er das Fachgebiet Lagerstättentechnik vor allem in den Kernfächern Lagerstättentechnik Teil I–III, Tertiäre Erdölgewinnungsverfahren oder Grundlagen der Bohrlochtests und ergänzte seine Lehre durch weitere Lehraufträge von Fachleuten der Industrie. Darunter waren unter anderem die Bereiche Lagerstättensimulation, PVT-Eigenschaften von Kohlenwasserstoffen, Well Testing (Bohrlochtest) oder Untertagespeicherung. Im Jahre 2004 wurde an der TU Clausthal der von ihm nach dem Vorbild der Heriot-Watt University in Edinburgh konzipierte erste englischsprachige Bachelor- und Masterstudiengang Petroleum Engineering eingeführt, was zu einer Steigerung der (vor allem ausländischen) Studenten am Institut und generell an der Universität beigetragen hatte.
Pusch konzentrierte sich in seiner Forschung zunächst auf die genannten EOR-Verfahren, darunter Polymerfluten, Tensidfluten, CO2-Mischphasenfluten und In-situ-Verbrennung. Mit der Errichtung eines der ersten gesteinstomografischen Labore für Bohrkerne (Röntgendiffraktometrie und Kernspinresonanzmessungen) in Deutschland brachte er die experimentellen Untersuchungen an Gesteinskernen auf ein neues Niveau der Visualisierung von Flutexperimenten. Unter Puschs Leitung wurden die Voraussetzungen für Experimente unter Spannungseinfluss geschaffen: Ein Prüfstand (Triaxialpermeameter) für Untersuchungen in tiefen Bereichen der Erdkruste bis zu 10.000 Metern wurde gebaut, und eine Zweiphasenflutanlage für Experimente unter Radialspannungseinfluss samt Peripheriegeräten eingerichtet. Ergänzt wurden diese vielfältigen Laboreinrichtungen durch eine leistungsfähige Analytik. Dadurch konnten zahlreiche Forschungsprojekte realisiert werden, etwa zum Durchlässigkeitsverhalten von sogenannten „Tight Gas“-Lagerstätten (DGMK), zur Kohlendioxidspeicherung in ausgeförderten Erdgaslagerstätten, zur Gaspermeation in Salzgesteinen und Graniten (BMFT und NAGRA), zum Ausgasungsverhalten von Steinkohle („Kohlegewinnung der 2. Generation“) und zur Wasserabsperrung in Gaslagerstätten (EU-Förderung). Die experimentelle Grundlage zahlreicher Flutversuche diente auch zur Überprüfung von Testversionen verschiedener Prozesssimulatoren. Diese Ausrüstung bildet bis heute (Stand: 2024) die zentrale Forschungsbasis der Abteilung. Puschs Arbeiten führten zu 34 betreuten Doktorarbeiten, über 100 Fachpublikationen und zehn Patentanmeldungen.
Für seine Forschungsarbeiten zur In-situ Combustion wurde Pusch 1975 mit dem Carl-Zerbe-Preis der DGMK ausgezeichnet. Darüber hinaus wurde er in das Europäische Gremium der EOR-Forschungssymposien (ESIR) aufgenommen und war viele Jahre Vizepräsident der internationalen Society of Core Analysts (SCA). In Zusammenarbeit mit der Bergbauforschung in Essen übernahm er den Vorsitz des Forschungsverbunds „Kohlegewinnung 2. Generation“ und leitete dessen Aktivitäten bis zu einem Feldversuch der Untertagekohlevergasung in der belgischen Gemeinde Mol. In der European Association of Geoscientists and Engineers (EAGE) setzte er sich für die Erweiterung der Mitgliederstruktur ein, um Ingenieure neben Experten aus Geologie und Geophysik zu integrieren. Gemeinsam mit den Professoren Rischmüller, Neumann und später Kessel gründete und organisierte er von 1982 bis 1995 das „Clausthaler Chemikalien-Symposium für Erdöl- und Erdgasgewinnung“. Auf internationaler Ebene beteiligte er sich an der Organisation zahlreicher Konferenzen der EAGE, SPE und europäischen „Chemical Societies“. Zudem wurde er zum Mitglied des „Committee of Mining Sciences“ der Polnischen Akademie der Wissenschaften ernannt.

## Schriften (Auswahl)
- 1970: Methoden zum Studium der Grenzflächenleitfähigkeitserscheinung an niedrig konzentrierten Solent (Dissertation)
- 1976: Mathematische Behandlung bautechnologischer Prozesse
- 1995: Die Energierohstoffe Erdöl und Erdgas: Vorkommen, Erschließung, Förderung (mit Heinrich Rischmüller und Klaus Weggen)
- 2001: Das Clausthaler Gesteinstomographielabor. (mit Rüdiger Meyn) In: TUContact. Zeitschrift des Vereins von Freunden der Technischen Universität Clausthal, Nr. 9, Dezember 2001, S. 23ff.

## Ehrungen (Auswahl)
- 1975: Carl-Zerbe Preis der DGMK[7]